# Bataille de Białystok–Minsk
Seconde Guerre mondiale
Batailles
Phase 1
- Brest-Litovsk
- Białystok–Minsk
- Pays baltes
- Raseiniai
- Brody
- Bessarabie et Bucovine du Nord
- Moguilev

Phase 2
- Smolensk
  - Roslavl-Novozybkov (en)
- Avance sur Léningrad

Phase 3
- Ouman
- Odessa
- 1re Kiev
- Tallinn
- Petrikovka (en)
- Ielnia
- Léningrad
- Mer d'Azov (en)

Phase 4
- 1re Kharkov
- Beowulf
- Donbass-Rostov (en)
- Briansk (en)
- 1re Crimée
  - Sébastopol
- Tikhvine
- 1re Rostov
- Gorki
- Moscou

La bataille de Białystok–Minsk fut une opération stratégique allemande conduite par le groupe d'armées Centre durant l'offensive sur la frontière soviétique au tout début de l'opération Barbarossa. Elle se déroula du 22 juin 1941 au 9 juillet 1941. Son but, qui était d'encercler les forces de l'Armée rouge autour de Minsk, fut un succès. Toutes les tentatives russes de contre-attaques et de percées se soldèrent par des échecs. Ainsi, la Wehrmacht put faire plusieurs dizaines de milliers de prisonniers soviétiques et put avancer dans l'Union soviétique si rapidement que certains pensèrent que l'Allemagne avait déjà gagné la guerre contre la Russie.

## Prélude
Commandée par le Generalfeldmarschall Fedor von Bock, le groupe d'armée Centre reçoit l'ordre d'attaquer la Russie via l'axe Białystok - Minsk - Smolensk à partir de la Pologne jusqu'à Moscou. Ce groupe d'armées est constitué de la 9e et de la 4e  armée. Ses forces blindées comprennent le Panzergruppe 3, commandé par Hoth, et le Panzergruppe 2, commandé par Guderian. Au total, ces deux armées comptent 33 divisions d'infanterie, 9 divisions blindées, 6 divisions motorisées et une division de cavalerie. De plus, le groupe d'armées Centre peut appeler la Luftflotte 2 en renfort aérien.
En face, le front de l'Ouest, commandé par le général Dmitri Pavlov, incluait la 3e armée, la 4e armée et la 10e armée qui sont postées le long de la frontière. Au total, l'armée soviétique de l'Ouest comprend 25 divisions de cavalerie, 13 divisions blindées et 7 divisions motorisées.
La disposition de l'Armée rouge en Biélorussie est fondée sur l'idée d'une réponse agressive à une attaque allemande, afin de repousser le front en Pologne. Cependant, cette tactique souffre d'une faiblesse sur les flancs, notamment à cause du tracé de la ligne de démarcation entre les pays décidée en 1939. C'est l'Oberkommando des Heeres qui profitera le mieux de la situation, en encerclant simultanément les forces du front de l'Ouest avec d'autres fronts soviétiques autour de Białystok et de Navahroudak, à l'ouest de Minsk.

## Ordres de bataille

### Soviétiques
- Front de l'Ouest - Commandant : général d'armée Dmitri Pavlov, officier des opérations : général Ivan Boldine
  - 3e armée - Vassili Kouznetsov
  - 4e armée
    - (incluant la 6e division de fusiliers)

  - 10e armée - Konstantin Goloubev (en)
    - (incluant le 6e corps mécanisé)[5]

  - Second échelon (formation en attente)
    - 13e armée - lieutenant-général Piotr Filatov
    - 17e armée (Union soviétique) - colonel-général Pavel Kourochkine

### Allemands
- Groupe d'armées Centre (Heeresgruppe Mitte) - Generalfeldmarschall Fedor von Bock
  - 2e armée - Generaloberst Maximilian Reichsfreiherr von Weichs
  - 4e armée - Generalfeldmarschall Günther von Kluge
    - VII corps d'armée - General der Artillerie Wilhelm Fahrmbacher
    - IX corps d'armée - General der Infanterie Hermann Geyer
    - XII corps d'armée - General der Infanterie Walter Schroth
    - XIII corps d'armée - General der Infanterie Hans Felber
    - XXXV corps d'armée
    - XLIII corps d'armée - Generaloberst Gotthard Heinrici
    - LIII corps d'armée - General der Infanterie Karl Weisenberger
    - 286th division de secours - Generalleutnant Kurt Müller

  - 9e armée - Generaloberst Adolf Strauß
    - V corps d'armée - Generaloberst Richard Ruoff
    - VI corps d'armée - General der Pioniere Otto-Wilhelm Förster
    - VIII corps d'armée - Generaloberst Walter Heitz

  - Panzergruppe 2 - Generaloberst Heinz Guderian
    - XXIV corps d'armée - General der Panzertruppen Leo Freiherr Geyr von Schweppenburg
    - XLVI corps d'armée - General Heinrich von Viettinghoff-Scheel
    - XLVII corps d'armée - General der Panzertruppen Joachim Lemelsen
    - 1re division de cavalerie - Generalleutnant Kurt Feldt
    - 10e division d'infanterie - Generalleutnant Friedrich-Wilhelm von Loeper

  - Panzergruppe 3 - Generaloberst Hermann Hoth
    - XXXIX corps d'armée - Generaloberst Rudolf Schmidt
    - LVII corps d'armée - General der Panzertruppen Adolf Kuntzen

### Tanks
| Corps d'armée allemand | Divisions allemandes | Nombre de tanks | Tanks avec des canons de 37 mm (incl. Panzerkampfwagen 38(t) et Panzer III) | Tanks avec des canons de 50 mm ou plus (incl. Panzer III et Panzer IV) |
| ---------------------- | -------------------- | --------------- | --------------------------------------------------------------------------- | ---------------------------------------------------------------------- |
| XXXIX. Armeekorps mot  | 7e, 20e              | 494             | 288                                                                         | 61                                                                     |
| LVII Panzer Corps      | 12e, 19e             | 448             | 219                                                                         | 60                                                                     |
| XXXXVII Panzer Corps   | 17e, 18e             | 420             | 99                                                                          | 187                                                                    |
| XXXXVI Panzer Corps    | 10e                  | 182             | 0                                                                           | 125                                                                    |
| XXIV Panzer Corps      | 3e, 4e               | 392             | 60                                                                          | 207                                                                    |
| Total                  |                      | 1936            | 666                                                                         | 640                                                                    |

| Corps d'armée soviétique | Divisions soviétiques      | Nombre de tanks | T-34 et KV |
| ------------------------ | -------------------------- | --------------- | ---------- |
| 11e corps mécanisé       | 29e, 33e, 204e             | 414             | 20         |
| 6e corps mécanisés       | 4e, 7e, 29e                | 1131            | 452        |
| 13e corps mécanisé       | 25e, 31e, 208e             | 282             | 0          |
| 14e corps mécanisé       | 22e, 30e, 205e             | 518             | 0          |
| 7e corps mécanisé        | 14e, 18e, 1re              | 959             | 103        |
| 5e corps mécanisé        | 13e, 17e, (109e non incl.) | 861             | 17         |
| 17e corps mécanisé       | (pas complètement formé)   | 63              | N/A        |
| 20e corps mécanisé       | (pas complètement formé)   | 94              | N/A        |
| (indépendant)            | 57e division               | 200             | 0          |
| Total                    |                            | 4522            | 592        |

## L'opération

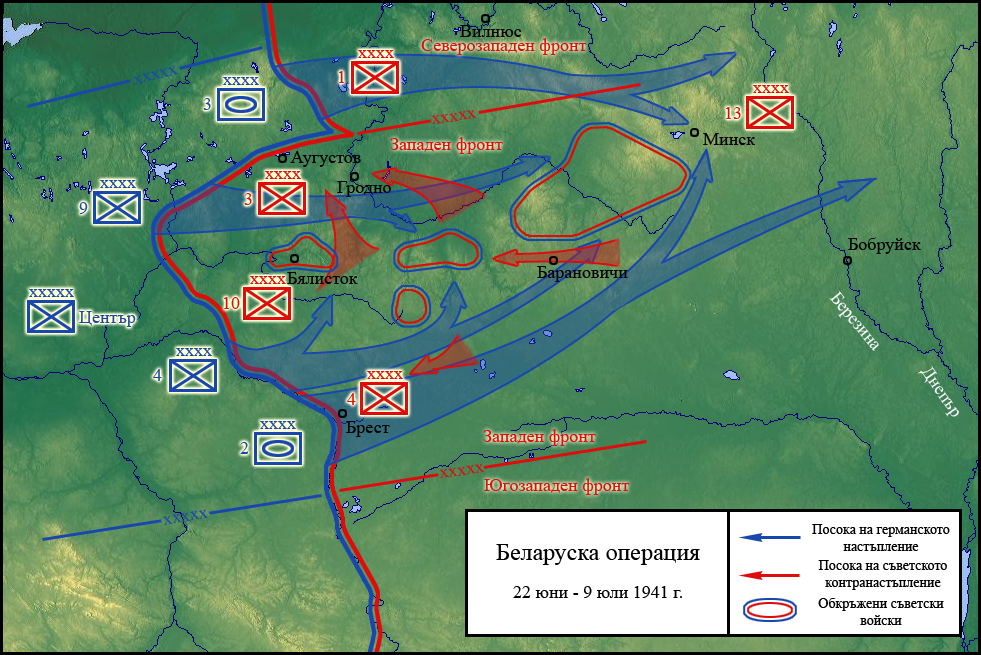
Bataille de Białystok–Minsk du 22 juin au 9 juillet 1941.

L'Armée rouge avance vers les Allemands en territoire polonais occupé à Białystok. Au-delà de Białystok, Minsk est un nœud ferroviaire stratégique et une position défensive clé protégeant les principales communications routières et ferroviaires avec Moscou.
Dans le nord, le Panzergruppe 3 passe à l'attaque, coupant la 11e armée du front de l'Ouest, et traverse le Niémen. Le Panzergruppe 2 traverse le Bug et pénètre de 60 km en territoire soviétique le 23 juin. L'objectif des deux Panzergruppen est de se rejoindre à l'est de Minsk et de couper toute retraite à l'Armée rouge. Les 9e et 4e armées allemandes participent à l'encerclement en pénétrant dans le saillant soviétique autour de Białystok. Le 23 juin, la 10e armée soviétique tente une contre-attaque en suivant les plans d'avant-guerre, mais ne réussit pas à atteindre ses objectifs. Le 24 juin, le général Dmitri Pavlov ordonne au général Ivan Boldine de mener les 6e, 11e et 6e Corps d'armées mécanisées dans une contre-attaque vers Hrodna afin d'éviter l'encerclement des unités de l'Armée rouge proches de Białystok. Cette contre-attaque échoue avec de lourdes pertes, mais elle permet à certaines unités d'éviter l'encerclement et de battre en retraite vers Minsk.
Dans la soirée du 25 juin, un groupe de Panzers coupe l'Armée rouge entre Slonim et Vawkavysk, et force Pavlov à ordonner le retrait de toutes les troupes derrière la rivière Chtchara afin d'éviter l'encerclement. La plupart des formations ne peuvent plus rompre le contact avec les Allemands, et en raison de la perte de carburant et de transports, l'armée doit se retirer à pied. Ce retrait ouvre des espaces libres au sud de Minsk.

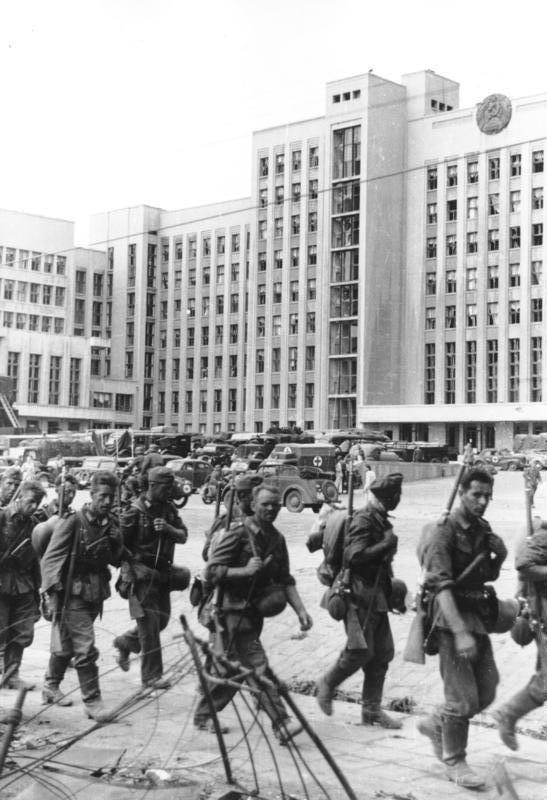
Soldats allemands au centre de Minsk en 1941.

Le 27 juin, soit cinq jours après le début de l'invasion, le Panzergruppe 2 de Guderian et le Panzergruppe 3 de Hoth arrivent à l'est de Minsk. Ils ont alors avancé de 321 km en Union soviétique, près d'un tiers de la distance de Moscou. Le 28 juin, les 9e et 4e armées allemandes encerclent les troupes soviétiques à Białystok en deux poches : une petite poche contenant Białystok et une plus grande poche contenant Navahroudak. Après 17 jours, les Soviétiques ont perdu 420 000 soldats sur un total de 625 000. Le 26 juin, Minsk, la capitale de la Biélorussie, tombe sous le joug de la Wehrmacht.
Une seconde contre-attaque soviétique du 20e corps mécanisé et du 4e corps aéroporté échoue également à briser l'encerclement, et le 30 juin la poche est complètement fermée.
Les Soviétiques perdent les 3e, 13e et 10e armées et une partie de la 4e armée, au total environ 20 divisions, tandis que le reste de la 4e armée se replie vers la rivière Bérézina. La Luftwaffe détruit 1669 avions soviétiques, mais en perd 276 et 208 autres sont endommagés.

## Conséquences
Les troupes soviétiques, prises aux pièges dans deux poches gigantesques, n'ont pas cessé de se battre, causant de lourdes pertes à l'armée allemande. 250 000 soldats sont parvenus à s'échapper, car l'infanterie allemande manquait cruellement de transports motorisés. Environ 290 000 soldats soviétiques sont capturés et 1 500 canons et 2 500 tanks sont détruits.
D'après l'institut polonais de la mémoire nationale, lors de leur retraite, les troupes soviétiques ont commis de nombreux crimes contre les habitants de Białystok et de ses alentours, comme des familles entières exécutées par des pelotons d'exécution.
L'avancée rapide de la Wehrmacht vers l'Est permet à l'Allemagne d'atteindre Smolensk, ville à partir de laquelle une attaque sur Moscou peut être envisagée. Cette avancée donne également l'impression à l'Oberkommando der Wehrmacht que la guerre contre l'Union soviétique était déjà gagnée.  Hitler reproche néanmoins aux généraux des divisions blindées d'avoir laissé des trous dans les lignes.
Le général Pavlov et son état-major sont rappelés à Moscou, où ils sont accusés d'avoir intentionnellement désorganisé les troupes et battu en retraite sans combattre. Ils sont exécutés par le NKVD au motif de lâcheté et de manquement à leur devoir, et leurs familles sont punies. Ils seront réhabilités en 1956. La seule exception est l'officier des opérations de Pavlov, le général Ivan Boldine, qui avait été rapidement séparé du reste de l'armée à cause de la percée allemande des premiers jours et contraint de battre en retraite vers les lignes soviétiques avec un millier de soldats.

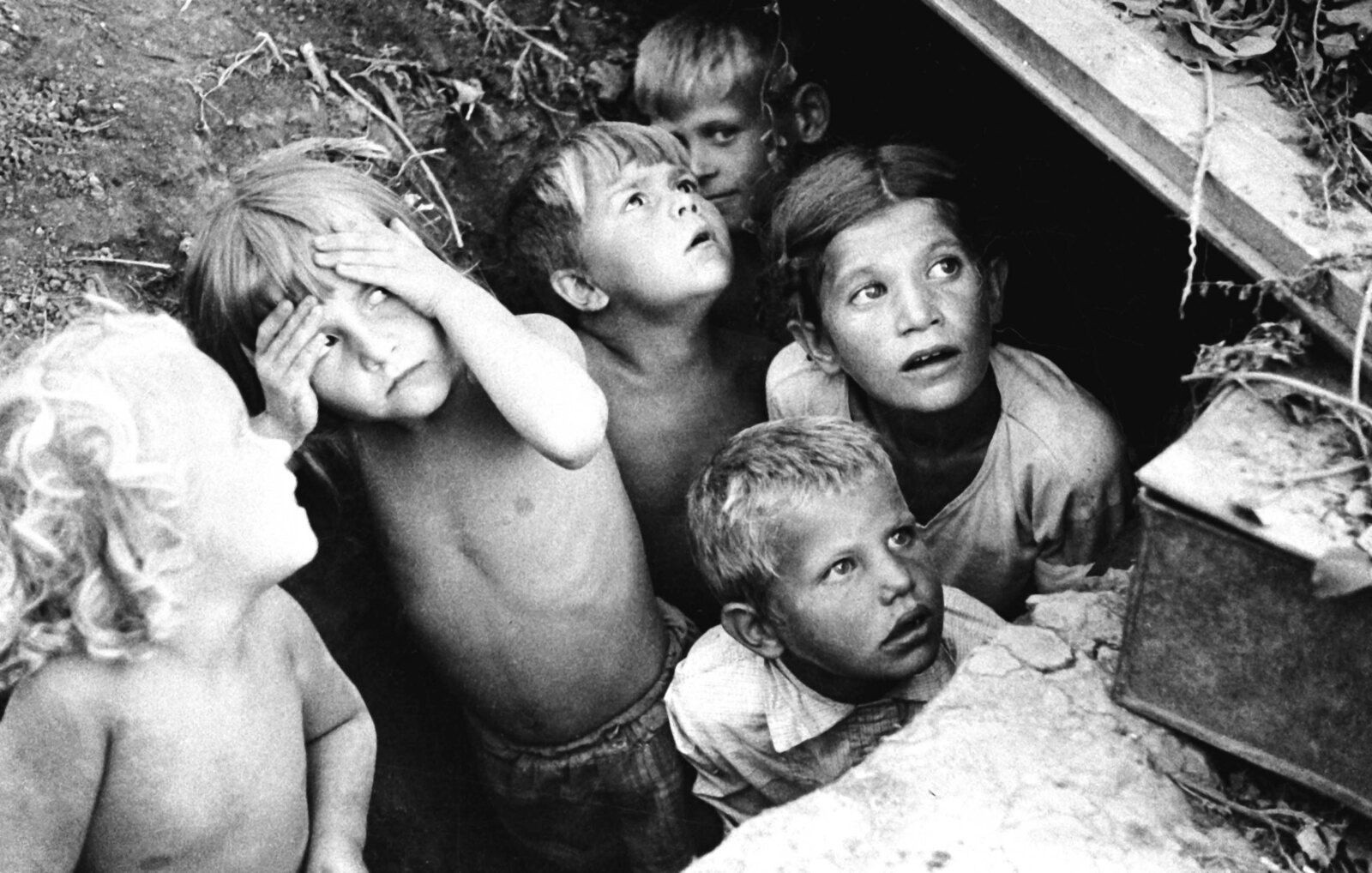
Enfants à Minsk en 1941 durant un raid aérien.
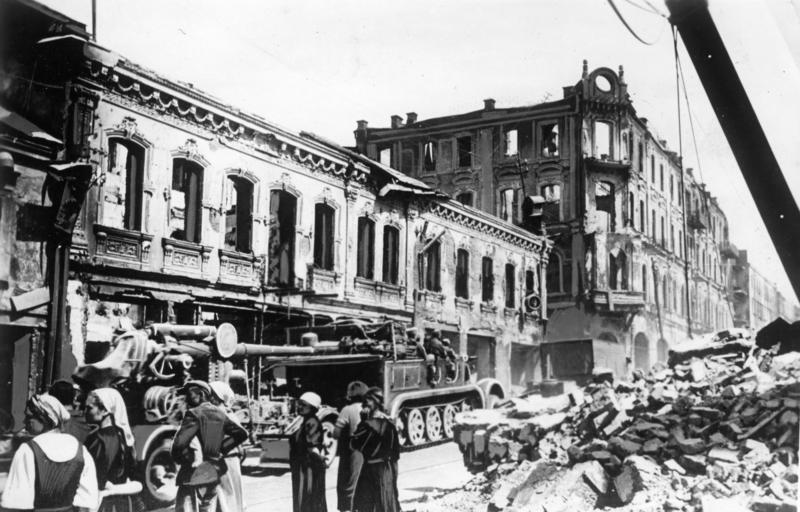
Minsk en ruines - Juillet 1941.
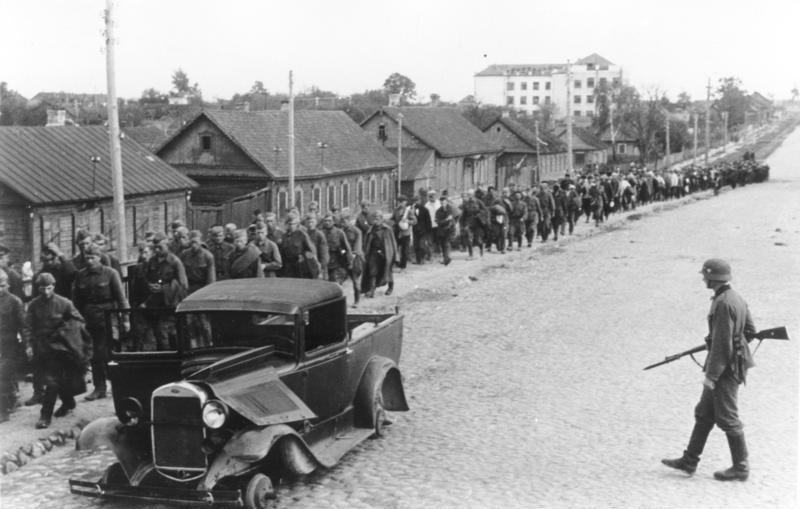
Colonnes de prisonniers soviétiques en 1941.
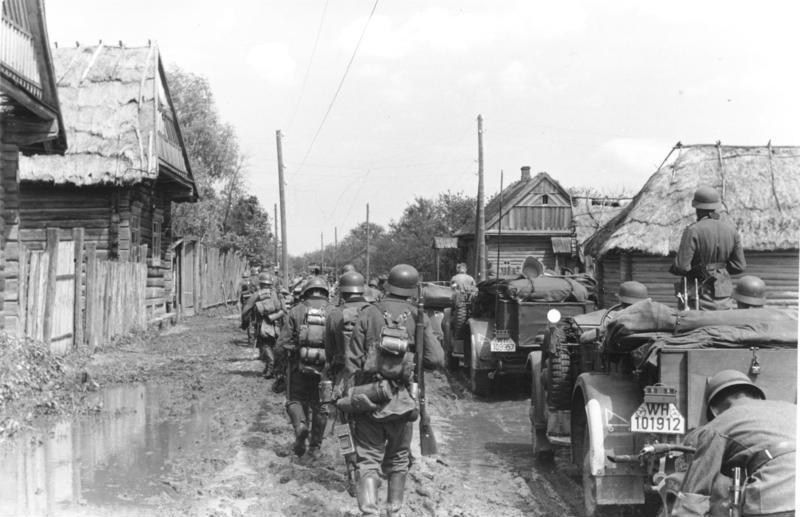
Soldats allemands dans un village russe.